# Leptothorax pallidipes
Leptothorax pallidipes är en myrart som beskrevs av Santschi 1910. Leptothorax pallidipes ingår i släktet smalmyror, och familjen myror. Inga underarter finns listade i Catalogue of Life.